# Ismael Guerrero
Ismael Guerrero (Sinaloa, 15 marzo 1988) è un pallavolista messicano.
Ha gareggiato con il Tigres UANL ai Campionati mondiali per club FIVB 2012.